# Distretto di Independencia (Ayacucho)
Il distretto di Independencia è uno degli otto distretti della provincia di Vilcas Huamán, in Perù. Si trova nella regione di Ayacucho e si estende su una superficie di 85,28 chilometri quadrati.

Istituito il 12 marzo 1986, ha per capitale la città di Paccha Huallhua; nel censimento del 2005 contava 2.118 abitanti.